# 多孔彎線䲁
多孔彎線䲁（學名：Helcogramma ellioti），為輻鰭魚綱䲁形目三鰭䲁科彎線䲁屬的一個種，1944年，由阿爾伯特·威廉·赫爾（Albert William Herre）對其進行了描述，種名係為紀念蘇格蘭博物學家和民族學家沃爾特·艾略特（Walter Elliot，1803-1897），分布於印度洋及太平洋海域，深度2至10公尺，本魚體型小呈圓柱狀，眼眶上具分支觸鬚，雄魚頭部頂部為深褐色，眼睛上方呈紅色，下方為黑色和藍色，從上顎到前鰓蓋骨有窄條紋，身體呈棕灰色，有3個淺色鞍狀紋，腹部粉紅色；雌魚頭部白色，下方有紅色和棕色斑點，上方顏色較深，有棕色斑點，上唇至眼角有棕色條紋，身體白色有褐色的斜條紋，第二鰭與第一鰭同高，背鰭硬棘16枚、背鰭軟條9-10枚、臀鰭硬棘1枚、臀鰭軟條18-20枚，體長可達5.7公分，棲息在岩礁區，成小群活動，以藻類為食，雌魚產附著性卵在藻類築的巢，雄魚會守護卵，幼魚為浮游性，生活習性不明。